# George Whaples
George William Whaples (* 27. November 1914 in Neponset, Illinois; † 2. Mai 1982 in Amherst (Massachusetts)) war ein US-amerikanischer Mathematiker.

## Leben und Wirken
Whaples erhielt 1935 seinen Bachelor-Abschluss am Knox College und wurde 1939 bei Mark Hoyt Ingraham an der University of Wisconsin promoviert (On the Structure of Modules with a Commutative Algebra as Operator Domain). Ingraham hielt ihn für einen der stärksten Mathematikstudenten, die die Universität Wisconsin je hatte und verglich ihn mit seinem eigenen Lehrer E. H. Moore. Als Post-Doktorand war er 1939 bis 1941 an der Indiana University bei Emil Artin, mit dem er über Klassenkörpertheorie forschte. 1942/43 war er Assistent von Hermann Weyl am Institute for Advanced Study. Er war danach an der Indiana University, an der er 1958 Professor wurde und war ab 1966 Professor an der University of Massachusetts at Amherst.
Zeitweise war er auch an den Fakultäten der University of Wisconsin, der Johns Hopkins University, der University of Pennsylvania und der University of Notre Dame.
In den 1940er Jahren charakterisierte er mit Artin globale Körper (algebraische Zahlkörper und Funktionenkörper) axiomatisch mithilfe der Bewertungstheorie durch die Gültigkeit der Produktformel (Artin nannte sie deshalb in seinem Buch Algebraic Numbers and Algebraic Functions von 1967 PF-Körper). Das waren auch genau die Körper, auf die die Klassenkörpertheorie angewandt werden konnte. Artin und Whaples reklamierten in der Einführung zu ihrem Artikel von 1946, damit die Grundlagen der Klassenkörpertheorie aus zwei einfachen Axiomen abgeleitet zu haben. Sie führten auch den Ring der Bewertungsvektoren globaler Körper ein, wobei sie bemerkten, dass die Idele von Claude Chevalley (von diesem 1936 eingeführt) eine multiplikative Untergruppe bildeten. Der Ring der Bewertungsvektoren wurde 1959 von André Weil Adelring genannt.
In einer Arbeit von 1943 mit Artin behandelte er einfache Ringe (und übertrug Resultate aus der Theorie einfacher Algebren auf diese), womit sie den Beweis des Satzes von Wedderburn vereinfachten. 1942 gab er einen vereinfachten Beweis eines Satzes von Wilhelm Grunwald.
Er liegt auf dem jüdischen Friedhof von Shutesbury, Franklin County, Massachusetts, begraben.
Er war einer der Herausgeber des Duke Mathematical Journal und der Proceedings of the American Mathematical Society, in deren Rat (Council) er 1962 bis 1965 war.

## Schriften
- mit Emil Artin: The theory of simple rings, Amer. J. Math., Band 65, 1943, S. 87–107
- mit Emil Artin: Axiomatic characterization of fields by the product formula for valuations, Bulletin Am. Math. Soc., Band 51,  1945, S. 469–492
- mit Emil Artin: A note on axiomatic characterization of fields, Bull. Amer. Math. Soc., Band 52, 1946, S. 245–247
- Non-analytic class field theory and Grunwald’s theorem, Duke Mathematical Journal, Band 9, 1942, S. 455–473